# Kirchbuch

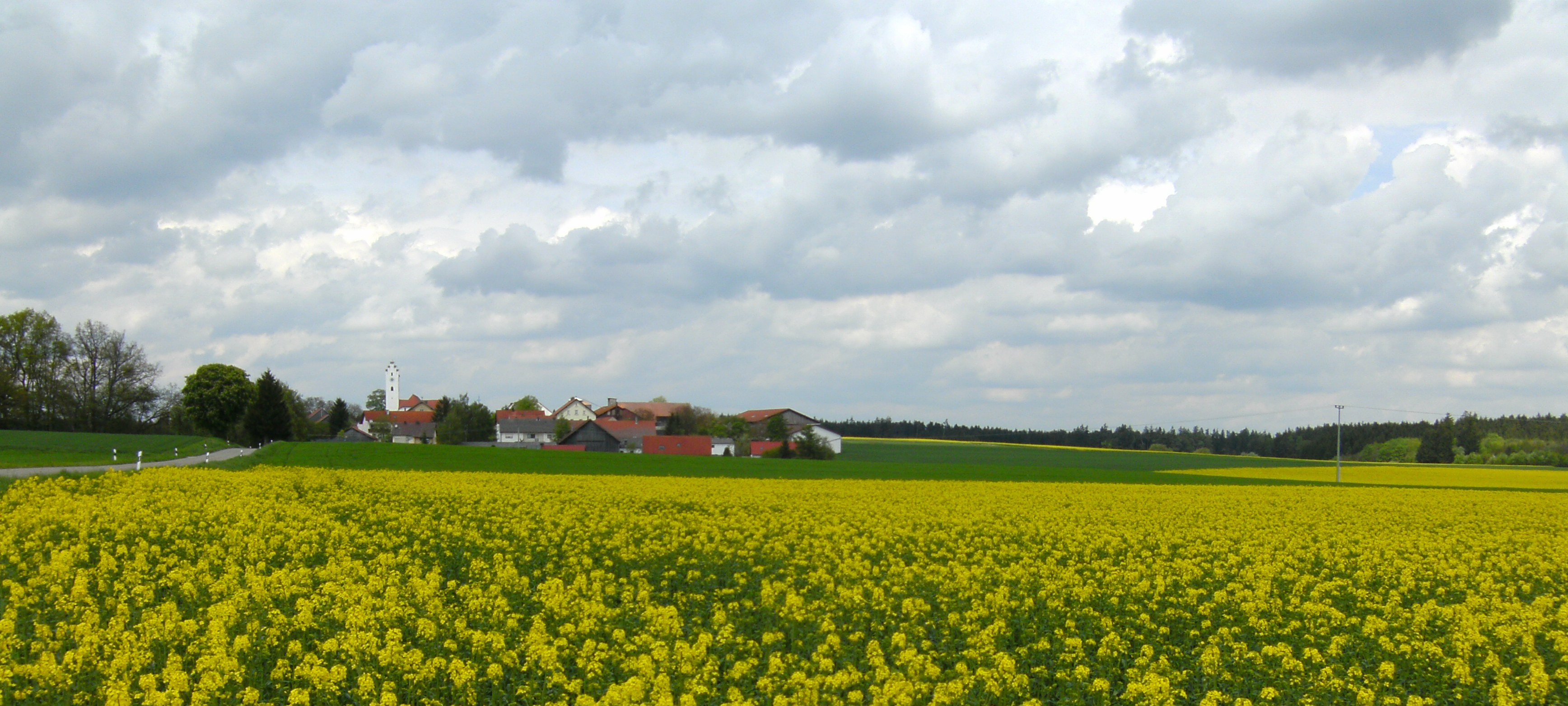
Kirchbuch

Kirchbuch ist ein Ortsteil der Stadt Beilngries im oberbayerischen Landkreis Eichstätt.

## Lage
Das Kirchdorf liegt südlich des Altmühltales und südöstlich des Gemeindesitzes Beilngries auf der Hochfläche der Südlichen Frankenalb im Naturpark Altmühltal zwischen der B 299 und der Staatsstraße 2229 und nördlich der Staatsstraße 2392. Ortsverbindungsstraßen führen nach Arnbuch, Aschbuch und Denkendorf.

## Geschichte
Der Ort könnte identisch mit „Puch“ sein, wo der Eichstätter Bischof Gundekar um 1060 eine Kirche weihte, die in ältester Zeit zur Urpfarrei Kottingwörth gehörte. Kirchbuch bedeutet Dorf im Wald mit Kirche; noch heute ist die Dorfflur fast geschlossen von Wald umgeben. 1179 bestätigte Papst Alexander III. und 1186 noch einmal Papst Urban III. dem Eichstätter Domkapitel den Besitz in „Bouch“; wann das Domkapitel diese Güter erwarb und wie üblich eine Pfarrei errichtete, ist unbekannt. 1301 ging das Kirchenpatronat vom Domkapitel auf den Bischof über. Als bischöfliches Lehen hatten die Grafen von Hirschberg „Kyrchpuech“ inne, das 1305 in der Auseinandersetzung um die Hirschberger Erbschaft nach dem Aussterben der Hirschberger Grafen mit Graf Gebhard VII. dem Hochstift Eichstätt zugesprochen. Der Ort unterstand in der Folgezeit dem bischöflichen Vogtamt Hirschberg. Neben den domkapitelschen Gütern und dem bischöflichen Hof besaßen im 15. Jahrhundert die adeligen Herren von Laber, die Schenken von Geyern zu Stossenberg, die einen Hof an die Johanniterkommende Altmühlmünster abtraten, und der Wildensteiner Lehengüter. 1447 hatte hier auch das Pfarrwidum Kottingwörth Besitz. 1572 war der bischöfliche Besitz auf drei Höfe angewachsen, 1644 auf fünf. Im Dreißigjährigen Krieg wurde der Ort teilweise zerstört und danach wiederaufgebaut. Für 1696 ist ein Schulmeister erwähnt. Kirchbuch gehörte zur Ehehaft Kottingwörth im Oberamt Beilngries-Hirschberg.
Im Zuge der Säkularisation kam das untere Hochstift, zu dem Kirchbuch gehörte, 1802 an Großherzog Erzherzog Ferdinand III. von Toskana und 1806 an das Königreich Bayern. 1808 wurde aus Kirchbuch, Bitz und Dörndorf der Steuerdistrikt Dörndorf gebildet. 1810 gehörte diese Gemeinde zum Oberdonaukreis mit der Hauptstadt Eichstätt, ab 1817 zum Regenkreis und der Hauptstadt Regensburg. 1818 wurde der Steuerdistrikt aufgelöst, Kirchbuch und Aschbuch bildeten die Gemeinde Kirchbuch, ab 1820 die Gemeinde Aschbuch. Zwischen 1838 und 1879 war der Bezirk Beilngries und mit ihm Kirchbuch Teil des Kreises Mittelfranken, ab 1880 der Oberpfalz.
1958 wurde eine Flurbereinigung durchgeführt. Bis 1964 gab es im Ort eine Volksschule. Mit der bayerischen Gebietsreform wurde am 1. Januar 1972 die Gemeinde Aschbuch mit ihrem Gemeindeteil Kirchbuch in die Stadt Beilngries eingegliedert. 1973 wurden 70 und 1983 72 Einwohner gezählt, die sich landwirtschaftlich in sechs Vollerwerbs- und drei Nebenerwerbsbetrieben betätigten.

## Katholische Kirche St. Blasius
Der mittelalterliche Vorgängerbau wurde von 1924 bis 1926 durch einen Neubau ersetzt, nur der mittelalterliche Turm mit Treppengiebeln und Satteldach und der Altarchor mit seiner gotischen Wölbung blieben erhalten, letzterer in der neuen Kirche als Nebenkapelle. Die Figuren des spätgotischen Hochaltars sind erhalten geblieben: Hl. Blasius, hl. Nikolaus und ein hl. Bischof (alle um 1500). Eine Glocke stammt von 1471. Im Zuge des Neubaus wurde die 1838 von Maximilian Bittner erbaute Orgel, seit 2007 im Besitz der Stadt Ingolstadt, durch eine gebrauchte Orgel aus Fürth ersetzt.